# Kenozersky National Park
Kenozersky National Park (russisk: Кенозерский национальный парк) er en nationalpark, der ligger i det nordlige Rusland i Kargopolsky og Plesetskij i oblasten Arkhangelsk. Den blev etableret den 28. december 1911. Siden 2004 har nationalparken haft status som biosfærereservat hos UNESCO.